# Новик Микола Петрович
Микола Петрович Новик (19 грудня 1920 — 23 червня 1944) — радянський офіцер-артилерист, Герой Радянського Союзу (1945, посмертно).

## Життя і звитяга

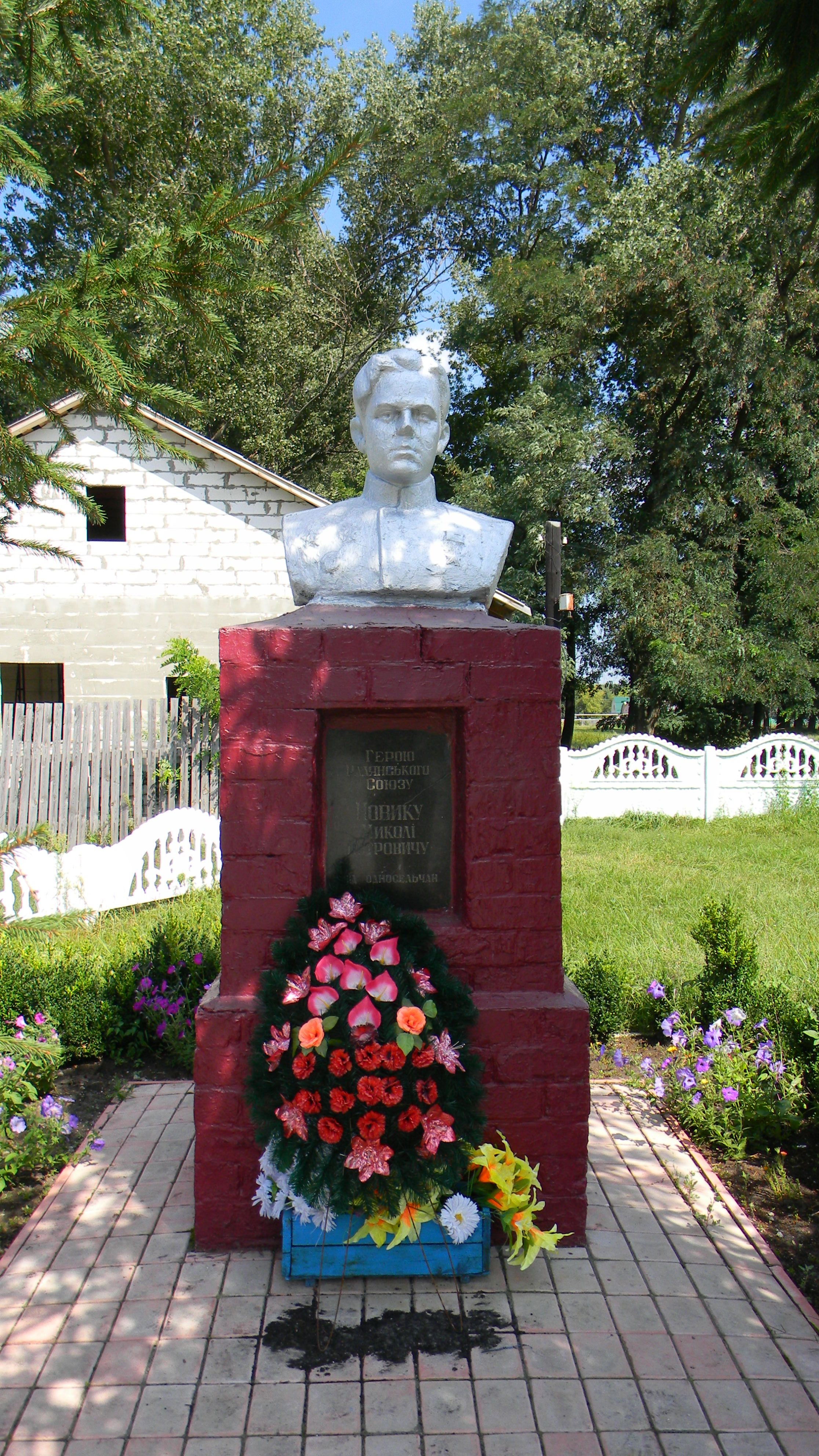
Пам'ятник Герою Радянського союзу М. П. Новику в селі Гавронщина

Українець Микола Петрович Новик народився у селянській родині у селі Гавронщина (тепер Макарівського району Київської області) в 1920 році. Закінчив 7 класів.
До Радянської армії був призваний в 1940 році. У 1941 р. закінчив артилерійське училище. Був учасником німецько-радянської війни, воював у боях під Ленінградом, потім на берегах Дніпра, а далі в передгір'ї Карпат. Командував взводом, а потім артбатареєю 1642-го винищувального-протитанкового артилерійського полку (1-ша гвардійська армія (СРСР), 1-й Український фронт).
16 квітня 1944 року старший лейтенант Новик в бою за село Хом'яківка (Тисменицький район) вогнем батареї відбив 4 контатаки, знищив 2 танки і до роти солдат противника. 18 квітня в бою за село Братківці (Тисменицький район) знищив 3 танки 2 БТР і до 150 гітлерівців.
23 червня 1944 року в боях за хутір Думка (Тлумацький район, Івано-Франківська область) його батарея знищила 2 гармати, 6 кулеметів і до роти піхоти противника. У цьому бою загинув Микола Новик.
Указом Президіуму Верховної Ради СРСР від 24 березня 1945 року йому посмертно було присвоєне звання Героя Радянського Союзу.
Нижче наведено нарис про М. П. Новика «Тяжкі випробування» з книги «Бойові зірки Киян» (К.: Політична література", 1977, стор. 342—344)
|  | «Він був простим хлопцем, нічим особливим не відрізнявся серед своїх однолітків. Як усі діти, захоплювався іграми в солдати, любив піонерські походи і був членом команди тимурівців. Кожна людина мріє прожити життя красиво. Але не кожному це вдається. Обставини складаються так, що людина просто йде по життєвому шляху, вимірюючи його звичайними кроками. Однак усе життя також готує його до того моменту, коли буде потрібно виявити всі фізичні і духовні якості в ім'я великої любові до Батьківщини, звершити подвиг. І якщо навіть людина і загине при цьому, пам'ять про неї буде вічно жити в серцях бойових товаришів. Пам'ять серця. Вона стукає, нагадує, вимагає… Перед нею схиляються голови мільйонів удячних нащадків, що говорять: «Ми пам'ятаємо про вас. Ви віддали своє життя заради нашого щастя. Ми з честю пронесемо в серці пам'ять про вас…» Нагородний лист. Короткі зведення. Вони наповнені глибоким змістом суворого часу війни. Батьківщина звала на допомогу. І тільки подвигом можна було залікувати її криваві рані. …Квітень 1944 року був важким для наших військ, що діяли в районі Станіслава (нині м. Івано-Франківськ). Атака за атакою, бої за боями, а між ними — короткі перепочинки перед новим наступом. …Село Хомякув. Цілу добу продовжується бій. Його веде батарея під командуванням старшого лейтенанта Новикова. Контратаки не припиняються. Фашисти чотири рази намагалися зломити жменьку сміливців. Але воїни стояли на смерть. У кромішньому шквалі з вогню і заліза могла вистояти тільки Людина. І він вистояв. Знову лаконічний запис. «Протягом доби вів бій, відбив 4 контратаки, знищив 2 танки та близько роти піхоти. Протягом дня на цій ділянці супротивник успіху не мав» (запис з нагородного листа). ..Черняхів. П'ята люта атака фашистів була відбита. Люди трималися. Вони знову вистояли… Спустилася тепла тривожна ніч, а з нею прийшов короткий перепочинок, важкий сон. Ранком знову бій. Уже за Братківці. …Батарея в бойовому порядку. Показалося 8 танків. Звучить команда: — Прямим наведенням !… За танками з'явилися бронетранспортери. Один, два… чотири. Галявину наводнювали сіро-зелені мундири німецьких гренадерів. Їх не можна було порахувати. Спокійно… Вистоїмо… — Прямим наведенням по піхоті, вогонь! Вогонь по фашистським гадам! І от одна гармата вже підбита. Новиков поранений, батарею оточують. Отримано наказ виходити з оточення… Але бій продовжується. І тільки з настанням темряви Новиков вивів свою батарею, не залишивши на полі бою навіть підбитої гармати. Потім госпіталь. Недовга відпустка до рідного дому. І знову в стрій крокувати по нелегким фронтових дорогах. …Бій за незнайоме село Думка. Розжарювалися стволи гармат, знищуючи ворожі мінометні батареї і кулеметні гнізда. Атака німецьких автоматників. Потрібно було відбиватися. «За Батьківщину — вперед!» — крикнув Новиков і кинувся з бійцями на ворога. Куля наздогнала героя. Він упав, підкошений. А його товариші вистояли і перемогли. Перемогли в пам'ять про нього, про його коротке, життя.» |